# معركة الحويزة
معركة الحويزة هي معركة حدثت بين الدولة الصفوية والأمارة المشعشعية في عام 1508 وانتهت بأنتصار الصفويين على المشعشعيين ودخول المشعشعيين تحت الحكم الصفوي